# Млини (місцевість)
Млини́ — одна з історичних місцевостей Херсона.

Зі збільшенням кількості жителів міста необхідно було заготовляти більше хліба. В кінці XVIII століття на північ від фортеці, на піднесеному плато, почали будувати перші вітряні млини. До 1793 року їх налічувалося 23, і їх чисельність постійно зростала. Завдяки близькості полів, що засівали у ті часи пшеницею, створили район, що складався з млинів. Жили там переважно працівники млинів.

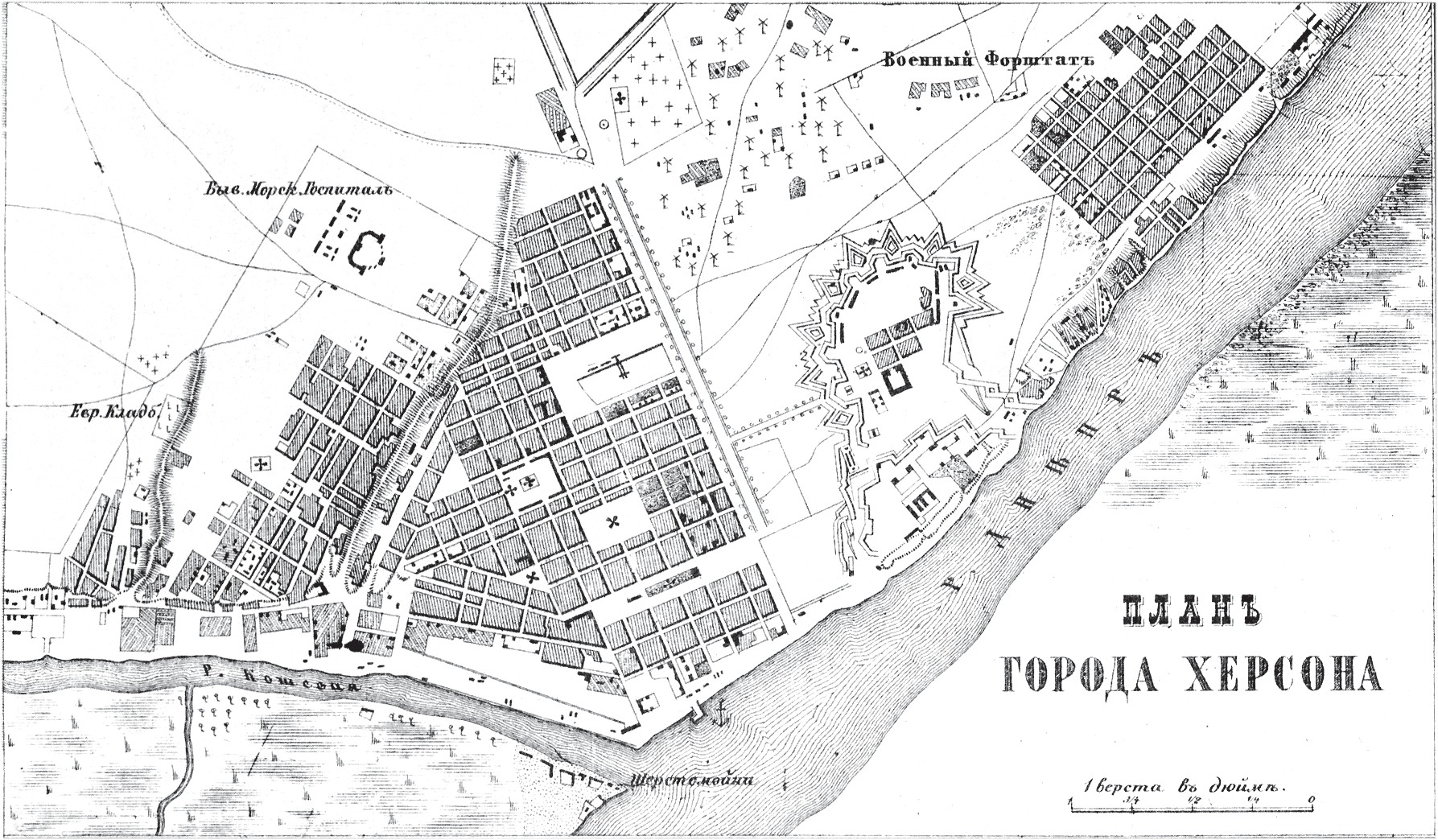
Місцевість «Млини» на плані м. Херсона 1876 р.

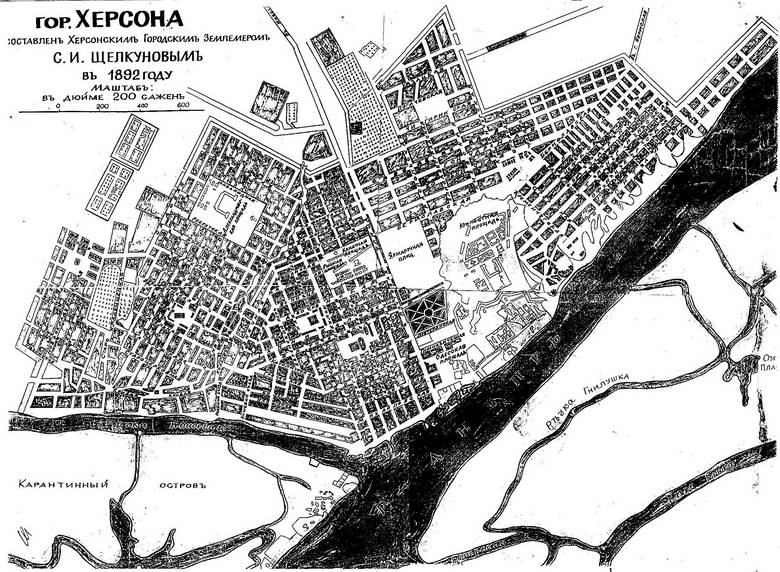
На плані міста 1892 р. місцевість позначена вже прямокутними кварталами, нанесені назви вулиць

Млини на початку XX ст.

Демідов А. М. у своєму нарисі «Подорож в Південну Росію та Крим» згадував:
|  | Окрім прекрасної фортеці, нас більш за все вразило видовище незліченної кількості вітряних млинів, що були встановлені всі разом на вершині невеликого пагорбу та працювали одночасно |

Невеликий дворик або господарство довкола млина будувалися без якого-небудь дозволу на це, а вузькі вулиці шириною в 2-3 сажні тягнулися уздовж старих доріг. На плані Херсона 1842 року вже позначена місцевість — «Млини, яка давно стала передмістям, що хаотично розростається. На початок 60-х років XIX століття тут працювало близько 125 млинів; навколо них розташовувалися невеликі садиби. У 1872 році почалося перепланування Млинів. Район був розбитий на прямокутні квартали з прив'язкою до Грецького і Військового передмість. Реконструкція була успішно здійснена, але й тепер у Млинах всередині нових кварталів можна знайти старі звивисті провулки.
Сьогодні тут не знайдеш жодного вітряка, але район цей досі носить назву «Млини».

## Історія

### Духовна семінарія

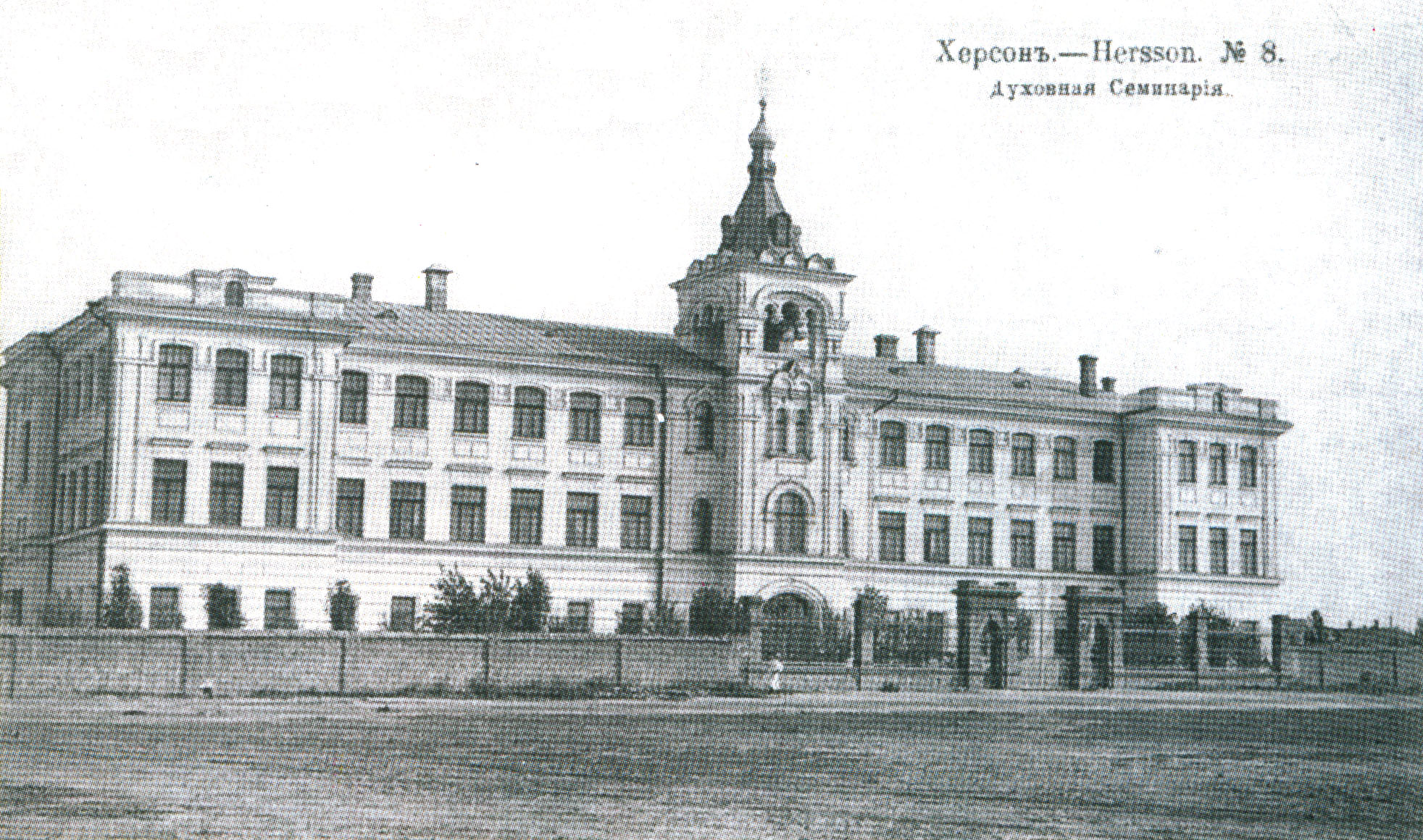
Херсонська духовна семінарія (орієнтовно 1915 р.)

Духовна семінарія була відкрита в Херсоні 1 вересня 1818 року. В перші п’ятдесят років вона була становим навчальним закладом, до якого приймалися лише діти духовенства. Але починаючи з 1876 р. до семінарії стали приймати дітей зі світських родин.
В 1902 році для учнів семінарії було запроваджено форму: костюм з темно-сірого сукна з поясом, чорна бобрикова шинель з червоними петлицями та чорний суконний кашкет з оксамитовим околишем і червоним кантом.
Випускники семінарії отримували місця дячків, пономарів, псаломщиків та сільських вчителів. Семінарія розміщувалася спочатку в будинку, що належав Софійській (Грецькій) церкві, а з 1849 року – в будинку Успенського собору. В 1874 р. семінарія переїхала на Богородицьку вулицю, а 5 вересня 1901 р. міська Дума на безкоштовній основі виділила духовенству Херсонського училищного округу земельну ділянку в передмісті Млини по вул. Бериславській. В 1905-1906 роки ділянку було обнесено кам’яною огорожею та споруджено нові будівлі: лікарню, лазню, сараї, облаштовано сад. 28 червня 1908 р. відбулося закладення головного корпусу. Будівництво здійснювалося головним інженером Васильєвим О.О. згідно з планом та кошторисом архітектора Плаксицького Д.Т. й обійшлося у 103 тис. рублів. 9 грудня 1909 р. будівельною комісією було засвідчено завершення будівництва, і влітку 1910 р. училище перемістилося до нової будівлі. Будівлю, що мала три поверхи та дзвіницю, було споруджено з одеського вапняку. З північної сторони було прибудовано церкву Святого Іоана Золотоустого.
Під час боїв у Херсоні в березні 1918 року між більшовиками й австрійськими військами будівля семінарії сильно постраждала внаслідок влучення артилерійського снаряду. Згодом училище було закрито, а будівлю зруйновано.

### Паровий млин
Для обробки рослинних продуктів в Херсоні існували млини різних видів, різної рухомої сили: парові, вітряні, водяні і земляні. Найпоширенішими були вітряні млини. Водяних млинів в Херсоні було мало. На початку 60-х років XIX ст. в Херсоні налічувалися 124 вітряні млини і 8 тупчаків. У 1859 році купці брати Вайнштейн збудували паровий млин (та лісопильний завод) на місці колишнього адміралтейства, відведеному їм безкоштовно урядом.
У 1861 році оборот борошномельного млина дорівнював 200 тис. крб. Число робочих не перевищувало 40 осіб. Втім перший паровий млин в Херсоні влаштував купець Княгинін, що пристосував для цього машину старого пароплава. З часом деякі мідні частини машини були вкрадені, внаслідок чого на млині припинилися роботи аж до побудови в Херсоні у 1858 році чавуноливарного заводу, коли з'явилася можливість замінити вкрадений механізм новим.